# Mikkel Ballegaard Pedersen
Mikkel Ballegaard Pedersen (født 11. oktober 1991) er en dansk politiker, der fra 2014 til 2016 var landsformand for Konservativ Ungdom. Han har siden 2008 været medlem af Konservativ Ungdom, og i perioden marts 2013 til marts 2014 var han næstformand for KU's Landsorganisation.